# Galina Markusjevska
Galina Markusjevska född den 16 juli 1976 i Vinnytsja, Ukrainska SSR, Sovjetunionen, är en ukrainsk handbollsspelare.
Hon ingick i det ukrainska lag som tog OS-brons i damernas turnering i samband med de olympiska handbollstävlingarna 2004 i Aten.